# Communauté rurale de Coki
La communauté rurale de Coki est une communauté rurale du Sénégal située au nord-ouest du pays. 
Elle fait partie de l'arrondissement de Coki, du département de Louga et de la région de Louga.